# Archirodon
Archirodon Group NV is een Grieks bedrijf met hoofdzetel in Dordrecht, Nederland en Athene, Griekenland, dat internationaal diensten levert met betrekking tot de aanleg en het onderhoud van maritieme infrastructuur en andere bouwwerkzaamheden.
De belangrijkste werkterreinen in de bouw zijn aannemers in de bagger- en maritieme industrie, zware aannemers voor de olie- en gas-, energie- en waterindustrie, elektromechanische en infrastructuuraannemers, en aanbieders van geotechnische en funderingstechnische diensten.
Archirodon bezit een vloot van 155 schepen.

## Geschiedenis
Archirodon Construction Company werd opgericht in 1959 in de vorm van een joint venture tussen de Griekse firma's ARCHIMIDIS, destijds de belangrijkste waterbouwer van Griekenland, en ODON & ODOSTROMATON, een groep gespecialiseerd in wegen- en bruggenbouw.
De JV begon met de bouw van de haven van Benghazi in Libië (1961) en vervolgens de haven van Beiroet in Libanon (1962). Het succes leidde er al snel toe dat het zich op eigen kracht ontwikkelde tot een belangrijke aannemer en zich in 1971 vestigde als ARCHIRODON CONSTRUCTION (OVERSEAS).

## Grote projecten
- Haven van Jebel Ali -Terminal-2
- Haven van Tripoli
- Haven van Khalifa
- Sheikh Zayed-brug
- Haven van Salalah
- Palmeilanden

## Kantoren
Archirodon heeft kantoren in :
- Dubai, Abu Dhabi & Ras Al Khaimah, Verenigde Arabische EmiratenDubai kantoor

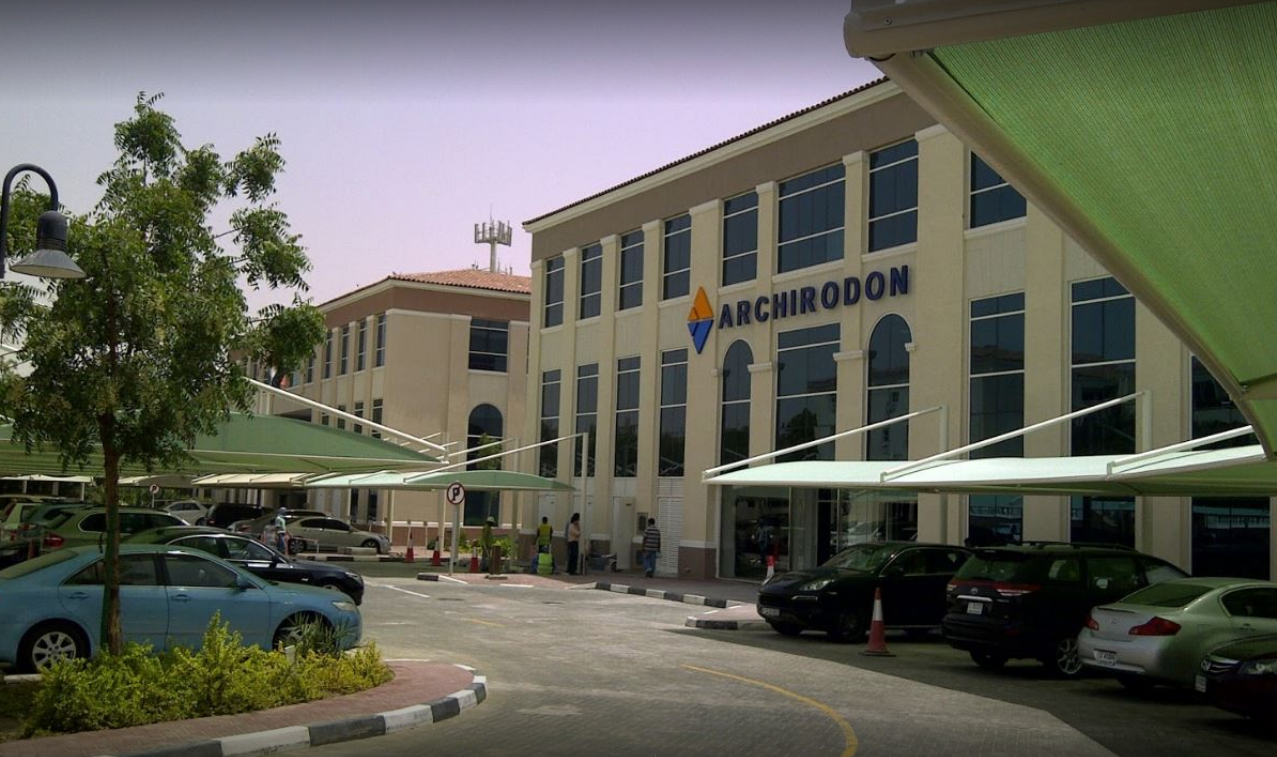
Dubai kantoor

- Caïro, Egypte Caïro kantoor

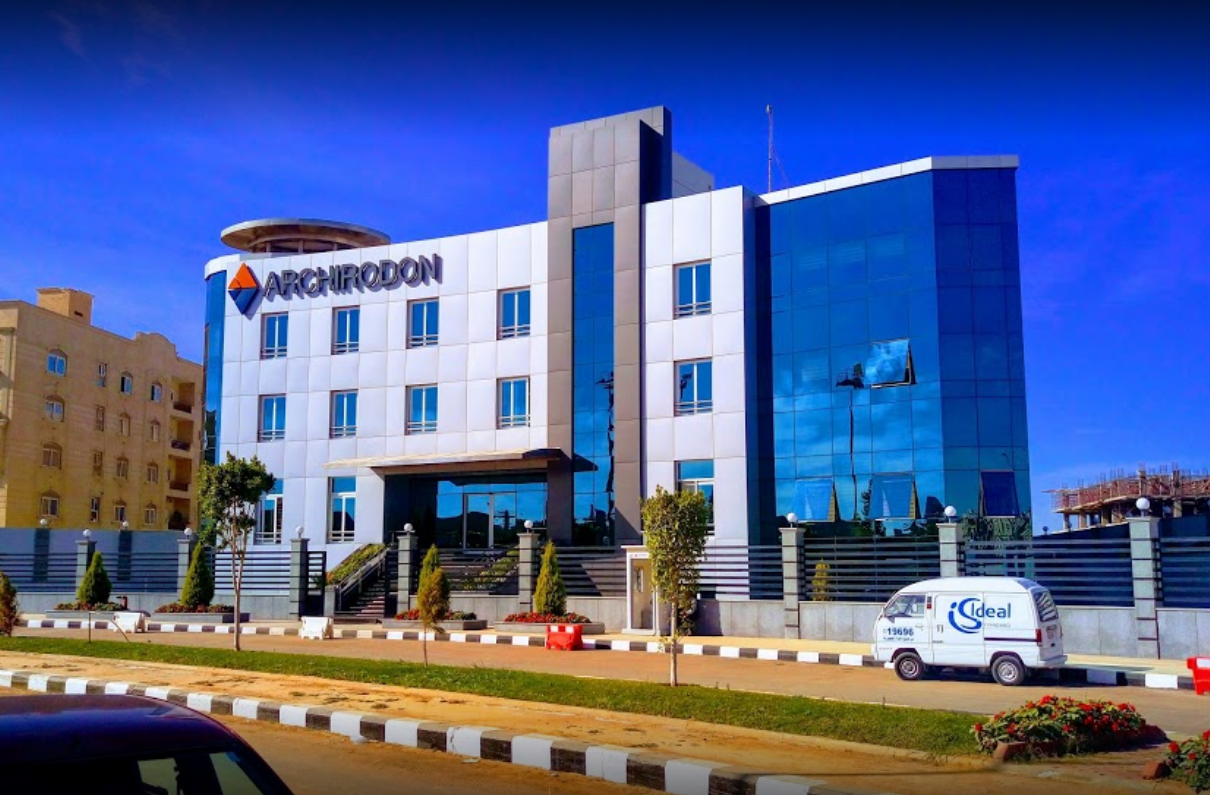
Caïro kantoor

- Djedda en KSA, Saoedi-Arabië Saudi kantoor
- Dordrecht, Nederland
- Aktau, Kazachstan
- Athene, Griekenland
- Limasol, Cyprus

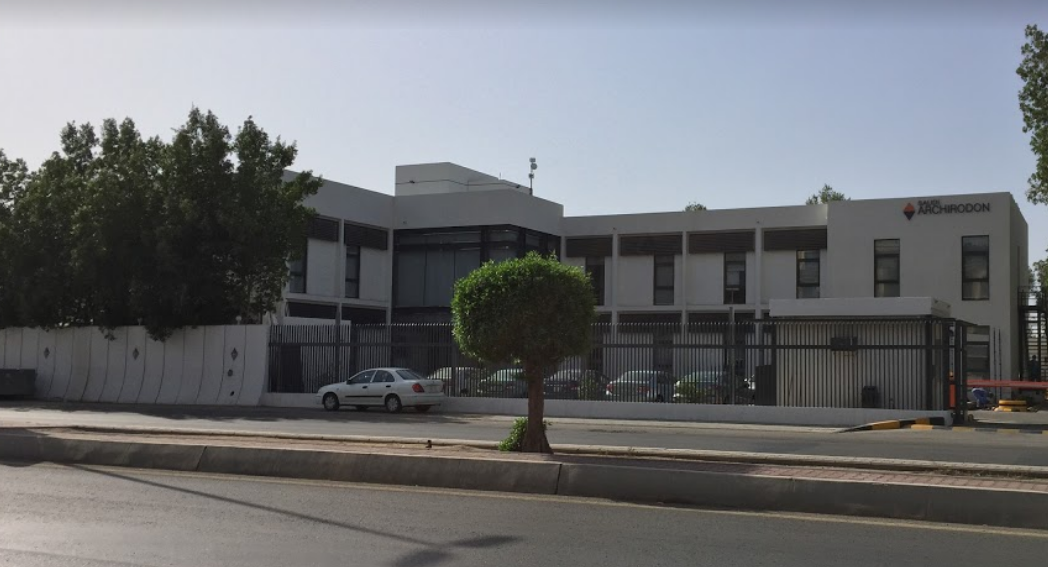
Saudi kantoor

- Arlington, Virginia, Verenigde Staten
- Koeweit
- Tripoli, Libië
- Casablanca, Marokko
- Muscat, Oman
- Genève, Zwitserland

## Kritiek
In 2001 was Archirodon betrokken bij corruptie en het vervalsen van offertes met bouwbiedingen voor Egyptische waterprojecten, zoals besproken in het vredesakkoord van Camp David.
In 2022 kreeg Archirodon kritiek op zijn betrokkenheid bij de haven van El Aaiún, in het betwiste gebied van de Westelijke Sahara, van waaruit fosfaaterts wordt uitgevoerd.